# Житомирський район
Житомирський район — район Житомирської області в Україні, утворений 2020 року. Адміністративний центр — місто Житомир.
Площа території — 10 521,9 км², населення — 618 111 осіб (2020 р.).

## Історія
Район створено відповідно до постанови Верховної Ради України № 807-IX від 17 липня 2020 року. До його складу увійшли: Житомирська, Коростишівська, Радомишльська, Чуднівська міські, Брусилівська, Городоцька, Корнинська, Любарська, Миропільська, Новоборівська, Новогуйвинська, Попільнянська, Пулинська, Романівська, Хорошівська, Черняхівська селищні та Андрушківська, Березівська, Високівська, Вишевицька, Вільшанська, Волицька, Глибочицька, Квітнева, Курненська, Оліївська, Потіївська, Станишівська, Старосілецька, Тетерівська, Харитонівська сільські територіальні громади.

## Передісторія земель району
Раніше територія району входила до складу Житомирського, Попільнянського, Брусилівського, Черняхівського, Радомишльського, Коростишівського, Пулинського, Любарського, Романівського, Хорошівського, Андрушівського, Чуднівського районів, ліквідованих тією ж постановою.